# Nemška vas na Blokah
Nemška vas na Blokah je naselje u slovenskoj Općini Bloki. Nemška vas na Blokah se nalazi u pokrajini Notranjskoj i statističkoj regiji Notranjsko-kraškoj. 

## Stanovništvo
Prema popisu stanovništva iz 2002. godine naselje je imalo 43 stanovnika.